# Suchdol (Prague)
Suchdol (en allemand : Sukdol) est un quartier pragois situé dans le nord de la capitale tchèque, appartenant à l'arrondissement de Prague 6, d'une superficie de 431,3 hectares est un quartier de Prague. En 2018, la population était de 6 652 habitants.
La ville est devenue une partie de Prague en 1922.